# Abbaye de Morimondo
L'abbaye de Morimondo, située à Morimondo, dans la province de Milan et la région Lombardie en Italie, est une abbaye cistercienne.
Elle est le premier établissement de cet Ordre à s'implanter en Lombardie.

## Histoire
L'abbaye est fondée le 4 octobre 1134 à Coronago ou Coronate, près d'Abbiategrasso, par treize moines venus de Morimond puis, sans que les raisons en soient connues, est transférée, le 10 novembre 1134, sur le lieu définitif de Morimondo.
Le monastère, bénéficiaire d'importantes donations et dont les vocations sont nombreuses, connaît une rapide expansion et devient un important centre agricole, commercial et artistique. L'activité agricole est organisée sur un domaine de 36 000 pertiche milanaises (environ 24 km2) et comprend plusieurs granges. Une autre activité florissante de l'abbaye est celle de son scriptorium où les plus habiles copistes et miniaturistes contemporains excellent; leurs ouvrages sont alors très recherchés et constituent le fonds de la bibliothèque monastique, riche, au XIIIe siècle, de 93 titres, selon la liste établie par le bibliothécaire, notamment une Bible, des écrits exégétiques, patristiques et théologiques.
Forte de son développement, l'abbaye de Morimondo fonde deux filiales, Acquafredda, au diocèse de Côme, en 1143 et Casalvolone, au diocèse de Novare, en 1169 et les biens du monastère sont confirmés par une bulle du pape Alexandre III, du 28 juillet 1171. Par un acte signé le 14 janvier 1175, Frédéric Barberousse prend l'abbaye sous sa protection, renouvelée par son fils Henri VI, puis par Otton IV.

### Le déclin
L'histoire du monastère est une première fois troublée le 3 décembre 1237 lors de sa mise à sac par les pavesans et le départ des religieux, contraints de se réfugier dans les deux abbayes-filles et celles de Chiaravalle et de Viboldone. L'abbaye est attaquée par Frédéric II en 1245, puis les pavesans la pillent à deux autres reprises, en 1266 et en 1314.
En 1450, l'abbaye passe sous le régime de la commende et le cardinal-archevêque de Milan Giovanni Visconti en est le premier titulaire. Elle a compté, parmi ses abbés commendataires, le cardinal Giovanni di Lorenzo de Medici, le futur pape Léon X; en 1490, soucieux de rétablir l'observance et de dynamiser la vie monastique à Morimondo, il y fait venir 8 moines de l'abbaye de Settimo Fiorentino, avec l'accord du pape Innocent VIII.
1564 marque une étape importante car l'abbaye est érigée en paroisse de Charles Borromée, cardinal-archevêque de Milan. 
La création de la République cisalpine entraîne la suppression de l'abbaye, le 31 mai 1798, dont tous les biens sont confisqués et met fin à la présence des religieux.
En 1952, le cardinal Alfredo Ildefonso Schuster fait appel à la Congrégation des Oblats de la Vierge Marie pour l'animation paroissiale.
En 1991, le cardinal Carlo Maria Martini confie l'abbaye aux Servi del Cuore Immacolato di Maria afin de la faire revivre comme centre de spiritualité et d'initiatives pastorales.

## L'Église abbatiale
L'église est un bel exemple et de l'architecture cistercienne en Lombardie et d'une parfaite maîtrise de la brique, ce matériau talentueusement utilisé pour l'ensemble des bâtiments conventuels.  L'église, d'une longueur de 60 m pour une largeur de 13 m, est construite vers 1182 et achevée à la fin du XIIIe siècle. Les différentes incursions des troupes pavesanes ont, certes, interrompu la construction mais l'édifice a été épargné.

### La façade
Elle était, auparavant, précédée d'un porche qui occupait toute sa largeur. L'actuel portail est en plein cintre, surmonté de deux fenêtres à 2 arcatures et 1 colonnette, au-dessus desquelles se trouve une rosace. De part et d'autre de cette dernière, 2 fenêtres sont percées, l'une en arc trilobé, l'autre en plein cintre. La partie supérieure est occupée par une fenêtre à 2 arcatures et 1 colonnette. Une corniche d'encorbellement, faite de petites arcatures sur un fond blanc, en souligne le faîte. 

### La nef

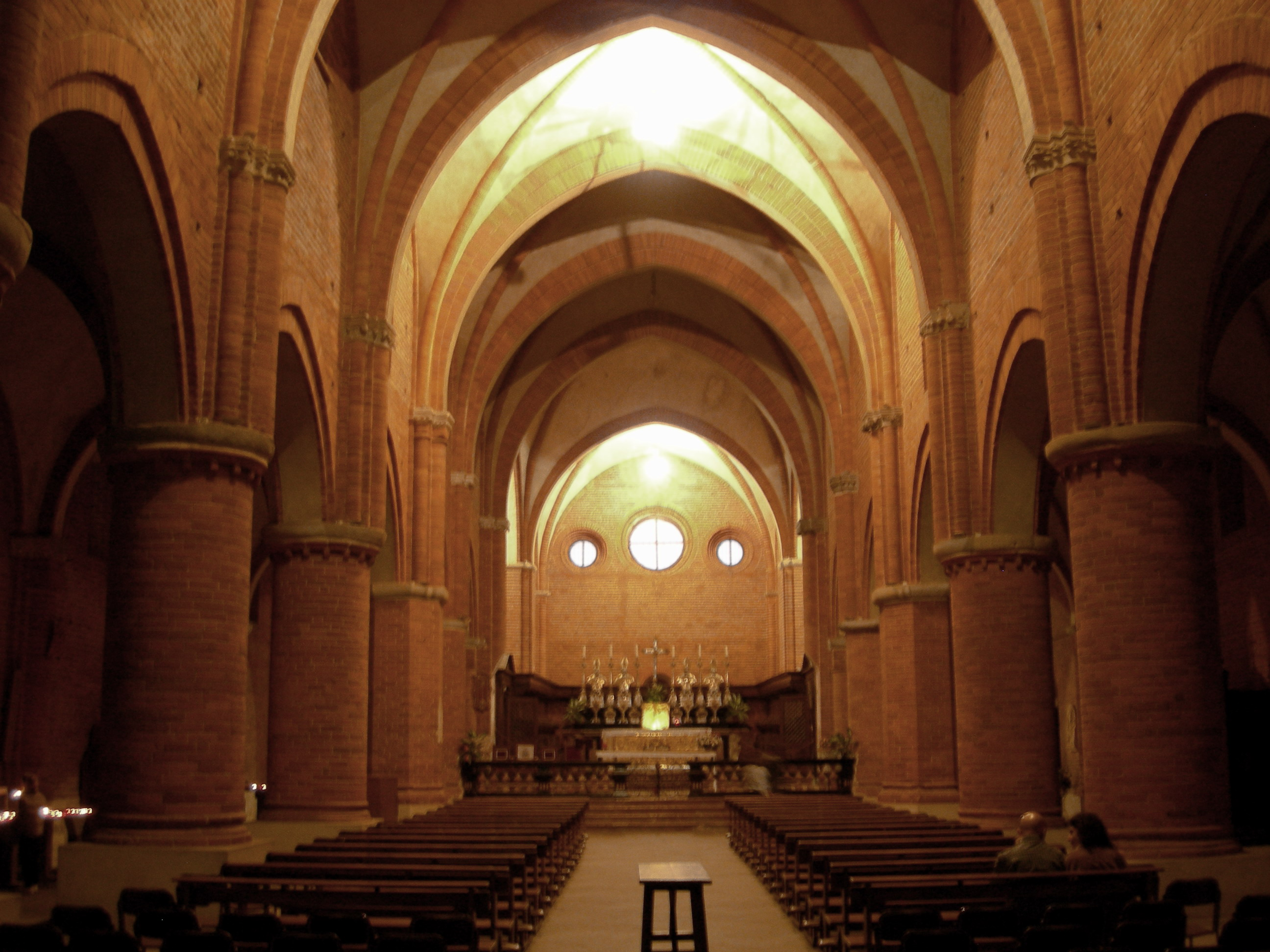
La nef

La nef comporte 8 travées avec voûte d'ogive, retombant sur des demi-colonnes, supportées par de massifs piliers en brique; ces derniers, qui reçoivent également la retombée des arcs-doubleaux en tiers-point et supportent les grandes arcades, légèrement brisées, ouvrant sur les collatéraux, sont en brique et sont dissemblables. Les deux premiers sont des demi-colonnes sur une base attique à griffes, les quatre suivants sont cylindriques sur une base carrée et les derniers sont octogonaux sur un socle élevé.
Les collatéraux comportent également 8 travées avec voûte d'ogive. Ils sont, comme la nef, éclairés par de petites fenêtres en plein cintre.
Les murs extérieurs des collatéraux sont épaulés par des contreforts qui délimitent les travées.

### Le transept

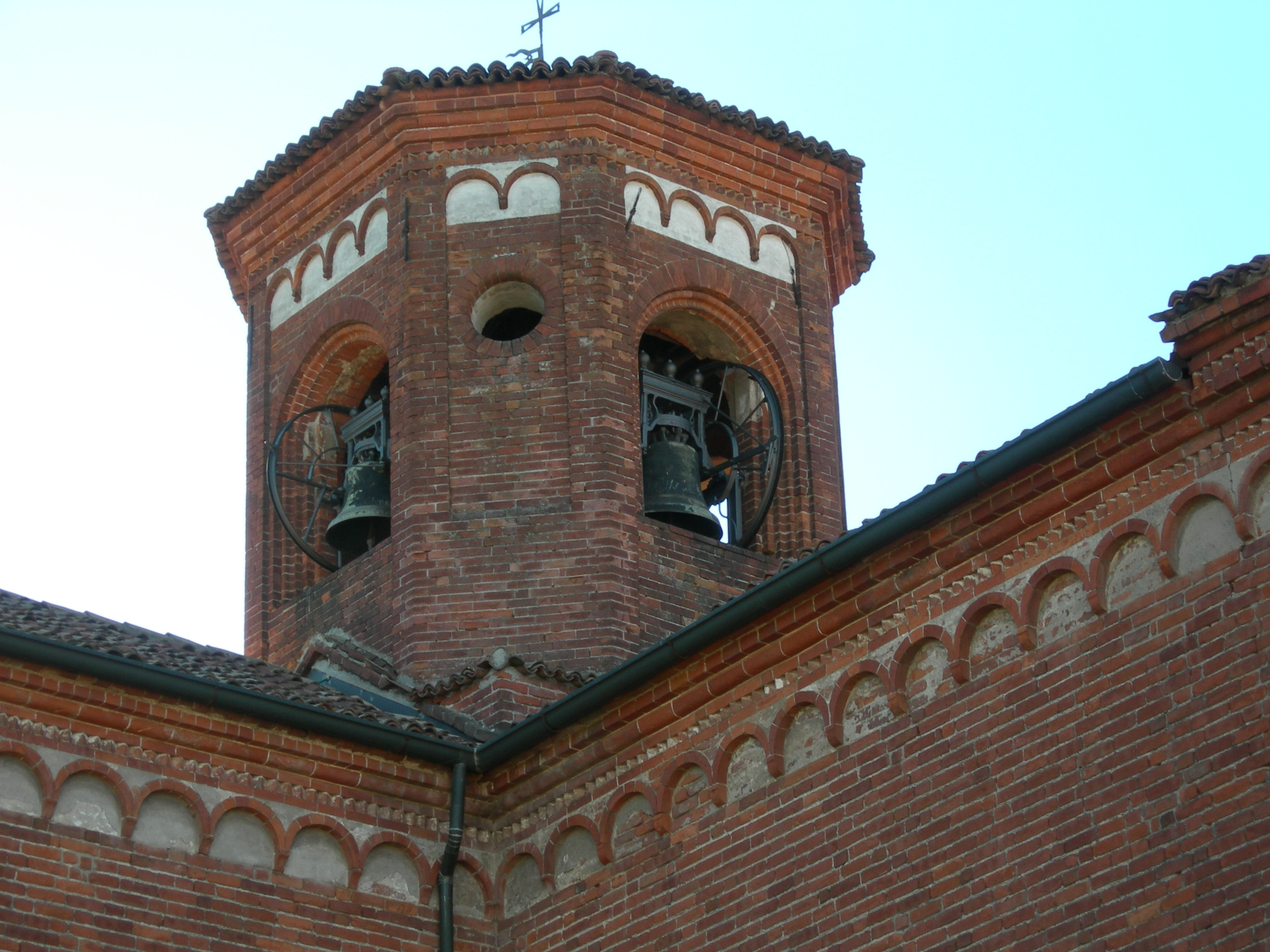
La tour élevée à la croisée du transept

Le transept est peu saillant; chacun des 2 croisillons comporte 1 travée avec voûte d'ogive et accueille 2 chapelles, avec voûte en berceau brisé. 
À sa croisée a été élevée une tour octogonale dont les angles sont marqués d'une bande lombarde. Chacune des faces est percée, alternativement, d'une fenêtre en plein cintre et d'un oculus. Elle est couverture d'un toit plat, souligné par une corniche d'encorbellement, faite de petites arcatures sur un fond blanc.

### Le chœur

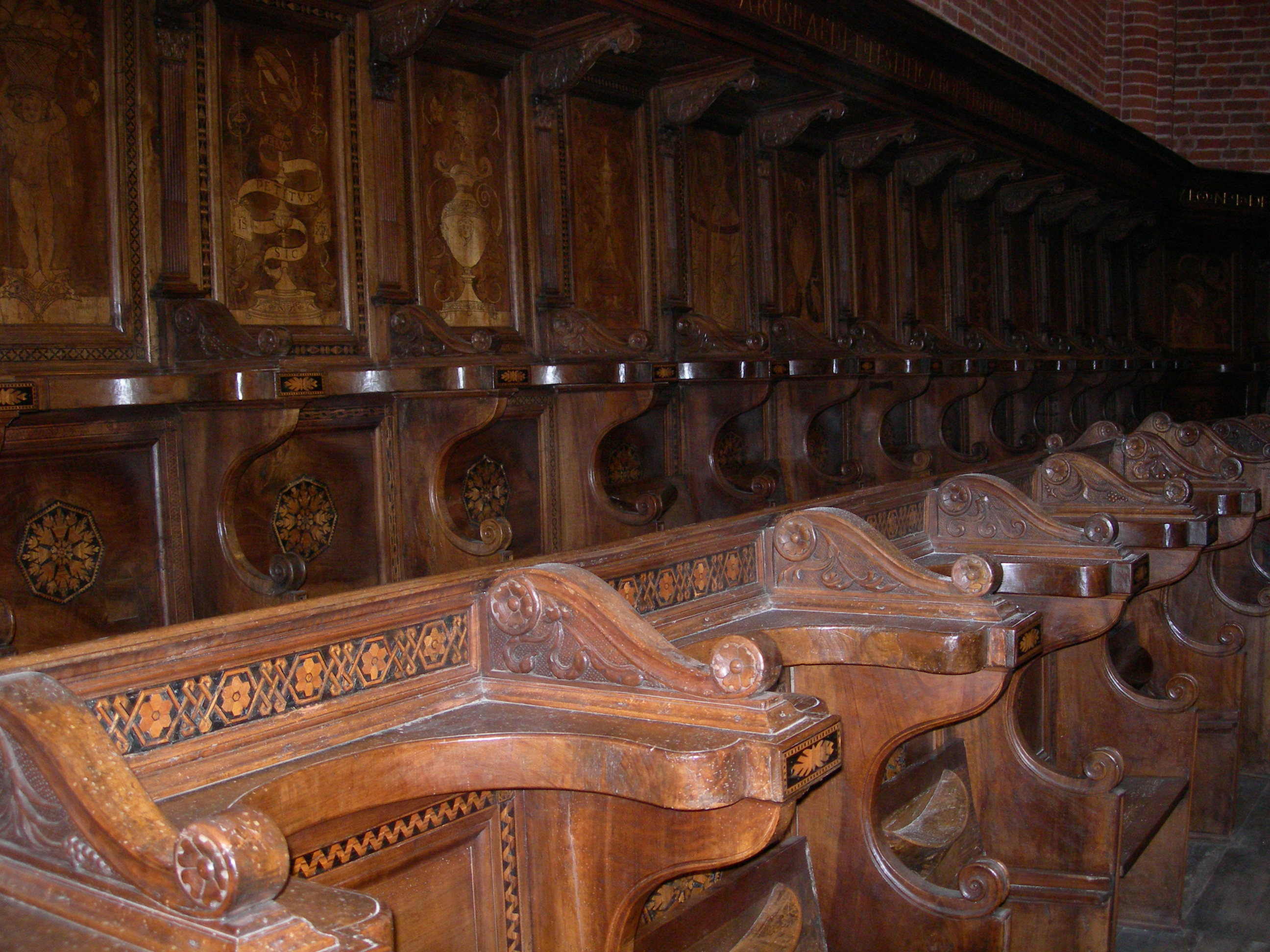
Les stalles du chœur

De plan rectangulaire, le chœur est à chevet plat et comporte une seule travée avec voûte d'ogive. Il est ajouré de 3 fenêtres en plein cintre, surmontées de 3 oculi, celui du centre plus grand que les 2 autres.
Les stalles du chœur ont été exécutées en 1522 par Francesco Giramo, un artiste d'Abbiategrasso, en remplacement de celles d'origine. Elles constituent un exemple particulièrement intéressant de décoration renaissance, par sa structure compacte et architecturale, modelée selon les schémas développés par Bramante en Lombardie, et par la technique du décor, gravé au fer rouge et rempli d'un pastillage. 

## Le cloître
La galerie nord, située à un niveau plus bas que celui de l'église, est la seule partie subsistante du cloître d'origine. 
Elle comporte 6 travées avec voûte d'ogive dont les doubleaux en plein cintre reposent sur une console, du côté extérieur et sur un pilastre, du côté intérieur. Elle est ouverte, côté préau, par de larges baies en plein cintre qui servaient d'encadrement à celles d'origine, démolies antérieurement.

## La salle capitulaire (ou chapitre)
La salle capitulaire, de plan carré, se divise en 3 nefs de 3 travées avec voûte d'ogive, dont les doubleaux reposent sur 4 colonnes centrales et, côté mur, sur des culots en marbre. 
La porte en plein cintre, ouvrant sur le cloître, comporte de part et d'autre deux fines colonnettes sur lesquelles retombe l'archivolte. Elle est encadrée par deux fenêtres de trois arcades, à quatre rouleaux, retombant sur 2 paires de colonnettes en marbre, surmontées de chapiteaux à crochets. Le mur est de la salle capitulaire est percé de trois fenêtres en plein cintre.

## Sources
- L'art cistercien hors de France, du Père M.-Anselme Dimier, traduction anglaise de Paul Veyriras et Marie-Thérèse Blanchon, traduction allemande de Hilaire de Vos, photographies de Zodiaque, La Pierre-qui-Vire, 1971, p. 51-52
- L'abbaye de Morimondo, sur le site cistercensi.info